# Xorides karnaticus
Xorides karnaticus är en stekelart som beskrevs av Gupta och Dali Chandra 1977. Xorides karnaticus ingår i släktet Xorides och familjen brokparasitsteklar. Inga underarter finns listade i Catalogue of Life.